# Giliðtrítitindur
Giliðtrítitindur è un rilievo alto 643 metri sul mare situata sull'isola di Vágar, situata nell'arcipelago delle Isole Fær Øer, in Danimarca.